# John Banks
John Banks (1650 – 1706) è stato un drammaturgo inglese.

## Biografia
John Banks fu un drammaturgo inglese del periodo della restaurazione inglese che si specializzò in drammi storici, "drammi eroici", trattati sotto forma di "tragedie femminili", con protagoniste le donne. Esordì con truculenti drammi eroici alla maniera di John Dryden e passò poi a un teatro patetico e sentimentale che preannunciò le tragedie di Nicholas Rowe.
Non si posseggono molte notizie riguardanti la nascita e la gioventù di Banks, e la sua data di nascita è stata stimata dalla sua biografia successiva.
La sua carriera scolastica incluse studi in legge al New Inn, dipendente dal Middle Temple, una delle quattro associazioni professionali inglesi di cui deve essere membro un avvocato.
Banks si dedicò alla drammaturgia, esordendo con I re rivali (The Rival Kings, 1677), ambientata a Babilonia, rappresentata al Theatre Royal Drury Lane, fortemente ispirata da The Rival Queens di Nathaniel Lee scritta lo stesso anno, e influenzata quasi completamente dallo scritto Cassandre del romanziere e drammaturgo francese Gautier de Costes de La Calprenède.
Banks ha poi scritto La distruzione di Troia (The Destruction of Troy), rappresentata al Dorset Garden Theatre nel novembre 1678 e pubblicata l'anno seguente, su un tema già utilizzato da William Shakespeare (Troilo e Cressida, 1601) e da Thomas Heywood nel 1632.
Il suo più grande successo si rivelò L'infelice favorito ovvero il conte di Essex The Unhappy Favorite, o Earl of Essex, 1682), ambientato a Londra.
Questa opera narra il tragico destino del conte di Essex, un tema che era già stato affrontato da La Calprenède nel 1639, da Thomas Corneille e Claude Boyer nel 1678. 
Questo lavoro, dimostrò la sua grande capacità di suscitare emozioni pubbliche.
Il suo successivo dramma L'innocente Usurpatore, o la morte della signora Jane Gray (The Innocent Usurper, or the Death of the Lady Jane Gray), basato sulla vita di lady Jane Grey, non venne mai rappresentato, invece l'opera seguente Le Island Queens, o la morte della regina Maria di Scozia (The Island Queens, or the Death of Mary Queen of Scotland, 1684), inizialmente fu censurato per ragioni politiche, però Banks lo pubblicò nel 1686 e finalmente fu rappresentato come The Albion Queens, a vent'anni dalla sua creazione, ottenendo un grande successo.
Nel 1692, la sua La virtù tradita, o Anna Bullen (Virtue Betrayed, or Anna Bullen), fu un altro successo, al punto che fu rappresentato fino al 1766; la protagonista è Anna Bolena, denominata nell'opera con il nome di Anna Bullen, la seconda moglie di Enrico VIII d'Inghilterra. Venne descritta come una donna virtuosa, vittima di tutta una serie di intrighi di corte e di false accuse che la portarono alla precoce morte.
Il suo ultimo dramma fu intitolato Ciro il Grande, o La tragedia dell'amore (Cyrus the Great, or the Tragedy of Love), ispirato ad Artamène ou le Grand Cyrus della scrittrice francese Madeleine de Scudéry; fu messa in scena con un buon successo.
Banks risultò il tipico rappresentante di quel teatro melodrammatico, parzialmente superficiale, che seguì il secolo d'oro del teatro inglese elisabettiano.